# Iona Moir

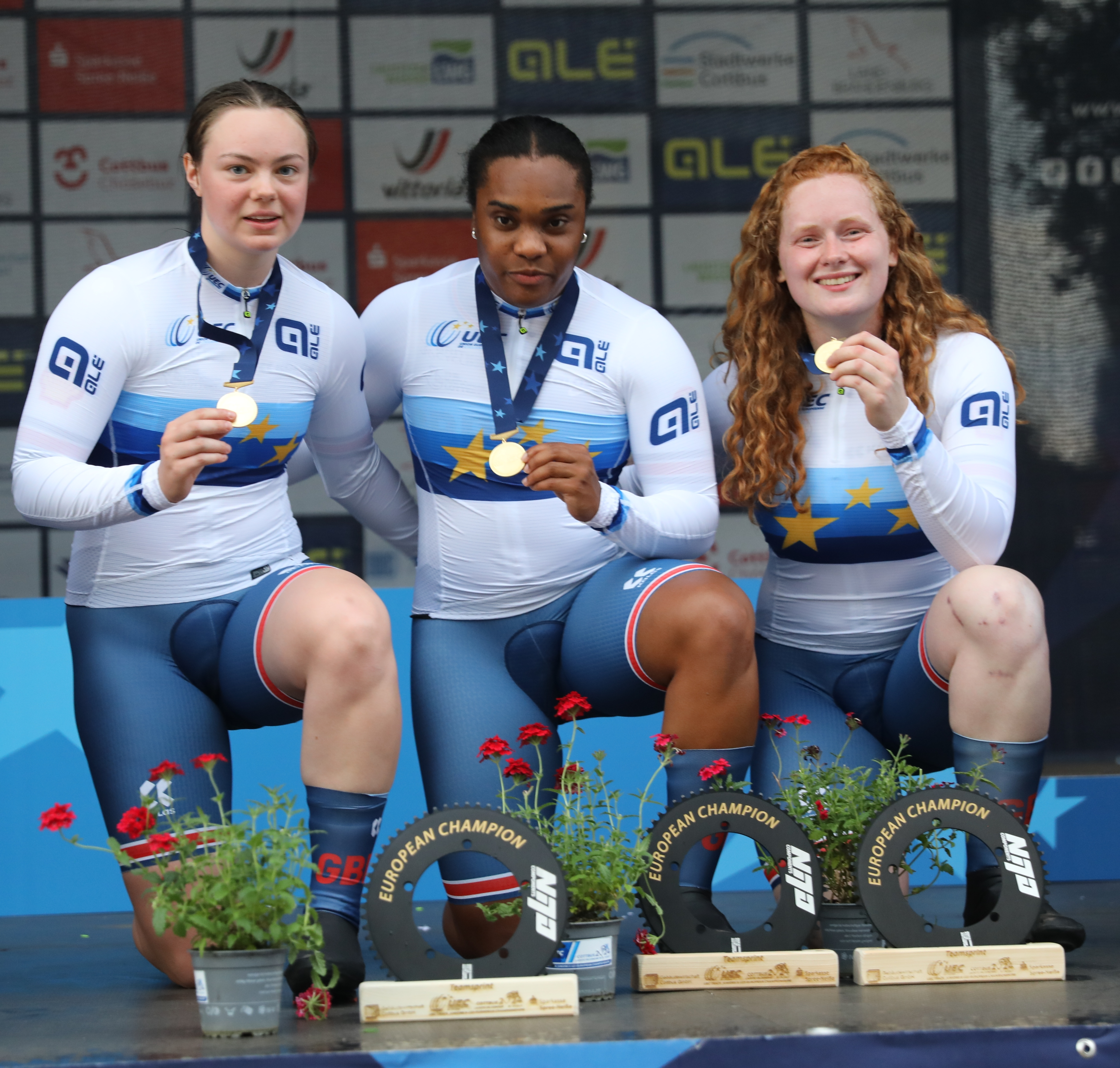
Mit Rhianna Parris-Smith (M.) und Rhian Edmunds als U23-Europameisterin im Teamsprint

Margaret Iona Moir (* 5. Oktober 2003 in Woodford Green) ist eine britische Bahnradsportlerin, die die Kurzzeitdisziplinen bestreitet.

## Sportlicher Werdegang
Seit 2015 ist Iona Moir im Radsport aktiv. 2019 nahm sie erstmals an schottischen, walisischen sowie britischen Meisterschaften teil. 2021 wurde sie britische Junioren-Meisterin in Keirin und im Zeitfahren. 2022 startete sie für Schottland in vier Disziplinen bei den Commonwealth Games 2022 in Birmingham, jedoch ohne einen vorderen Platz zu belegen. 2023  und 2024 wurde sie mit Rhian Edmunds und Rhianna Parris-Smith U23-Europameisterin im Teamsprint. 2024 errang sie zudem Silber im Keirin. 2025 errang sie den Sprinttitel der U23-Europameisterschaften.

## Erfolge

### Bahn
2021
- *  Britische Junioren-Meisterin – Keirin, Zeitfahren

2023
- U23-Europameisterin – Teamsprint (mit Rhian Edmunds und Rhianna Parris-Smith)

2024
- U23-Europameisterin – Teamsprint (mit Rhian Edmunds und Rhianna Parris-Smith)
- U23-Europameisterschaft – Keirin

2025
- U23-Europameisterin – Sprint
- U23-Europameisterschaft – Teamsprint (mit Rhian Edmunds und Georgette Rand)
- U23-Europameisterschaft – Keirin